# 香山駅 (北京市)
香山駅（こうざんえき）とは中華人民共和国北京市海淀区に位置する北京地下鉄西郊線の駅である。

## 駅構造
相対式ホーム2面2線を有する地上駅。

## 駅周辺
- 香山 (北京市)

## 歴史
- 2017年12月30日 - 開業[1]。
- 2018年1月1日 - XJ003号列車が、当日14時36分、本駅前の分岐器で脱線事故が発生した。けが人はなかった[2]。

## 隣の駅
北京地下鉄
■西郊線
植物園駅 - 香山駅